# Hyangga
Les Hyangga (coréen, hangeul : 향가, Hanja : 鄕歌, littéralement, chant de village) sont des poèmes composés en Corée pendant la période des Trois Royaumes, lors du royaume de Silla unifié et au début de celui de Goryeo. Écrits dans un système d'écriture indigène, le Hyangchal, seuls quelques-uns ont survécu. Le nombre total de Hyangga existants encore se situe entre 25 et 27, selon que certains d'entre eux soient considérés comme authentiques ou non.

## Caractéristiques
On considère que les premiers Hyangga ont été écrits à l'ère du Royaume Goryeo, en caractères chinois et dans un système dénommé Hyangchal, alors que celui-ci commençait déjà à disparaître. Quatorze Hyangga ont été écrits pour le Samguk Yusa et onze pour le Gyunyeojeon. Wihong, l'époux de la Reine Jinseong de Silla, et le moine Taegu-Hwasang ont édité un livre sur le Hyangga.
Le mot Hyangga est formé du caractère signifiant "arrière-pays" ou "village rural" (utilisé par le peuple du royaume de Silla pour décrire leur pays, et spécifiquement pour distinguer les poèmes de Silla de ceux de la littérature chinoise) et du caractère signifiant "chanson". Ces poèmes sont de fait parfois appelés "Chansons de Silla".
Les Hyangga sont caractérisés par des règles formelles. Les poèmes peuvent comprendre quatre, huit, ou dix lignes. Les poèmes de dix lignes sont les plus développés, avec une structure en trois parties de quatre, quatre, et deux lignes respectivement. Beaucoup des poèmes de dix lignes ont été écrits par des moines bouddhistes, ce qui explique la prédominance de thèmes bouddhistes.
Un autre thème prédominant était la mort. Beaucoup des poèmes étaient des éloges funèbres destinés aux moines, aux guerriers, et aux membres de la famille - dans un des cas, une sœur. La période du royaume de Silla, spécifiquement avant l'unification en 668, était un temps de guerre : les Hyangga restituent le chagrin du deuil, tandis que le bouddhisme fournissait des réponses sur la destination des morts et la vie après la mort.

## Exemple
Poème du moine bouddhiste Wolmyeongsa, dont le nom signifie Clair de lune.
Elégie à ma sœur

Sur la route de la vie et de la mort

Nous nous trouvons, hésitant.

Pourquoi es-tu soudain partie,

Sans même me dire « Je m’en vais » ?

Au premier matin d’automne

Comme les feuilles ici et là se dispersent,

Nés sur la même branche

Mais ne sachant où nous allons.

Ah ! au pays d’Amitabha te reverrai !

T’attendre ! en cultivant la Voie !